# 3-я Киевская школа прапорщиков
3-я Киевская школа подготовки прапорщиков пехоты — военно-учебное заведение для подготовки пополнения офицерского состава Русской императорской армии, создано приказом № 80 18 февраля 1915 года (по главному управлению ГШ): «открыть теперь же в Киеве 3-ю школу при запасной пехотной бригаде», располагалось в Киеве на ул. Владимирская, 34. Всего в Киеве к 1917 году было 5 школ прапорщиков.
Курс обучения продолжался 3 месяца, обучение шло в два потока. Первый выпуск из школы состоялся 21 мая 1915 года. К осени 1917 года произведено 15 выпусков юнкеров с присвоением звания прапорщик, было подготовлено около 3,5 тысяч офицеров.
Юнкера последнего, 16-го набора, произведены в прапорщики 12 февраля 1918 года в станице Ольгинской приказом по Добровольческой армии в начале Первого Кубанского (Ледяного) похода..

## Передислокация школы в Таганрог
26 октября 1917 года в Киеве произошло вооруженное выступление большевиков, но командование Киевского военного округа сохранило за собой с согласия Центральной рады военную власть. Киевские школы прапорщиков выступали на стороне киевского правительства.
Но 7 (20) ноября по решению Малой рады было провозглашено создание Украинской Народной Республики, в федеративной связи с Российской республикой.
Начальник школы полковник Мастыко отказался выполнить Приказ по Военному ведомству О прекращении производства в офицеры и о роспуске военно-учебных заведений и руководство школы приняло волевое решение переместить её на земли Войска Донского. Остальные киевские школы прапорщиков выполнили приказ и прекратили существование.
Школа была переведена из Киева в Таганрог 15 ноября 1917 года, где стояла гарнизоном. Казачий генерал-майор Назаров, назначенный начальником гарнизона Таганрога и направленный в город с несколькими сотнями казаков из Новочеркасска, докладывал Войсковому правительству, что юнкера на их стороне, но боятся сделать лишний шаг, чтобы не быть обвиненными в начале кровопролития.
Состояла на тот момент из 2-х рот и насчитывала 400 человек, по другим источникам — 250 юнкеров при 12 офицерах. Начальник — полковник М. А. Мастыко. Начальник штаба — штабс-капитан Левицкий. Командиры рот: подполковник В. Я. Дядюра, подполковник Макаревич. 3-я Киевская школа прапорщиков стала одной из первых частей Добровольческой армии, но только после оставления Таганрога — с середины января 1918 года.
Даже когда 18 декабря отряд офицеров в 40 штыков из 1-го офицерского батальона совершил вылазку в Таганрог, в казармы запасных пехотных полков, чтобы захватить оружие, и даже ночевал в Таганроге, никакого взаимодействия с юнкерами 3-й Киевской школы прапорщиков организовано не было.
Расквартированы юнкера были в зданиях гостиницы «Европейской» (ул. Петровская, 81) и Таганрогской Александровской классической мужской гимназии.
Кроме самого Таганрога, одна из рот (это ее и спасло) получила приказ повзводно нести службу на железнодорожных станциях вокруг города — Кошкино, Марцево, Бессергеновка. Юнкерам приходилось не только охранять железную дорогу, но и вести бои с дезертирами и нести потери.
Юнкера школы являлись основой гарнизона Таганрога (в который входила также Таганрогская офицерская рота) и, при усиливающихся народных волнениях, несли охрану нескольких важных объектов. Взвод юнкеров с одним пулеметом охранял вокзал станции Таганрог, другой взвод использовал в качестве опорного пункта обнесенное деревянным забором здание казенного винного склада по ул. Камышанской. Полурота, при которой находился сам полковник Мастыко, несла охрану Балтийского завода, на котором в те времена производились снаряды и патроны. Рота была разрознено расположена в нескольких пунктах, и могла быть легко разобщена и уничтожена. Моральное состояние юнкеров было сильно пониженным, полковник Мостыко просил об усилении гарнизона.
В распоряжении юнкеров был бронеавтомобиль (предположительно пулеметный «Остин»). Оставшийся после распыления Донской армии на станции Ряженное, он был отправлен в Таганрог и поступил в распоряжении школы прапорщиков. Первоначально принимал участие в рассеянии восставших. Но потом шофер сбежал. Разоружен и оставлен во дворе гостиницы Европейской, где и была размещена школа прапорщиков.
10 января юнкер, стоявший в карауле возле складов с продовольствием, застрелил пролетария. Кто был виноват, так и осталось неизвестным. Но на похоронах, состоявшихся при большом стечении народа, многие рабочие поклялись отомстить юнкерам, которых они считали «пособниками старого режима».

## Участие в боях
14 января 1918 года отряд юнкеров, выполнявший погрузку продовольствия на Русско-Балтийском заводе, был окружен недовольными рабочими. Вспыхнул спор. Кто-то выстрелил. И при наличии оружия с обеих сторон почти мгновенно разгорелась перестрелка. Был дан условный сигнал, и рабочие с винтовками начали восстание. Только с помощью пулемета юнкерам удавалось сдержать красногвардейцев.
Находившиеся в городе юнкера приняли бой разрозненно.
Взвод, охранявший спиртовой завод, погиб полностью — красногвардейцы подожгли здание, юнкерам пришлось броситься в штыковую атаку, и они были перебиты.
Взвод юнкеров, охранявший здание вокзала, хорошо его укрепил: нижние окна были заложены мешками с песком, а в верхних устроены бойницы для винтовок и пулеметов. Привокзальная площадь хорошо простреливалась и не позволяла наступающим скрытно приблизиться. Единственная попытка красногвардейцев овладеть вокзалом прямой атакой окончилась неудачно и с потерями.
Поэтому рабочие решили взорвать одну из стен вокзала с помощью паровоза. Железнодорожные линии в то время почти упирались в здание таганрогского вокзала и позволяли осуществить этот план. Динамита у рабочих не было, но они надеялись на взрыв парового котла. Паровоз с двумя вагонами разогнали до полного хода и направили на вокзал. Выпрыгивая из несущегося паровоза, погиб один из машинистов, ударившийся головой о рельсы. Юнкера обстреляли приближающийся состав, опасаясь, что в вагонах находится взрывчатка. Паровоз с пробитым паровым котлом врезался в здание вокзала, но взрыва не последовало. Бросившиеся в атаку цепи Рабочей гвардии были опять отброшены с потерями. Так как в вокзале не было запасов воды и оборонявший его отряд юнкеров испытывал в ней большую нужду, ночью юнкера пробирались к паровозу, чтобы набрать воды из парового котла.
В центре Таганрога в здании (ныне улица Фрунзе, 70) хранились винтовки 5-го Заамурского полка. Красногвардейцы пришли вечером с автомобилем. По одной из версий они застрелили караульных инвалидов, охранявших их. Машину загрузили и отправили к своим. Как писала советская историография — в ожидании возвращения автомобиля они заснули. Священнослужитель Никон в своих воспоминаниях утверждал, что они были пьяны.
Узнав о разграблении склада экстренно прибыли юнкера — от гостиницы Европейской, где они располагались, было 800 метров. Отряд Ткаченко — 11 человек, был схвачен и уведен в юнкерскую школу. Прибывшие за новой партией оружия красногвардейцы только увидели удалявшихся юнкеров.
Когда здание школы было оставлено, а юнкера находились разрозненно по городу 3 отрядами, сторож-истопник показал красногвардейцам зарытую яму во дворе и рассказал, что рабочих заставили самих вырыть яму, а потом расстреляли по одному с формулировкой «по решению военно-полевого суда…» В дальнейшем это, наверное, и послужило проявлению жестокости в городских боях.
16 января городская Дума и Земский союз, пытавшиеся прекратить бои в Таганроге, предложили большевикам выпустить из города юнкеров на почетных условиях: со знаменем и с оружием в руках.
Вечером 16 января к вокзалу вдоль железнодорожных путей пробилась 1-я офицерская рота, направленная полковником Кутеповым из-под Неклиновки для спасения юнкеров. К этому времени взвод юнкеров уже потерял 5 человек убитыми и 10 ранеными. На утро следующего дня, 17 января, весь отряд покинул вокзал и отступил к линии Марцево-Бессергеновка.
Рано утром 17 января полковник Мастыко вывел свою полуроту с Русско-Балтийского завода, однако большевики нарушили обещание, и сразу же началась стрельба. Медленно отступая, юнкера отстреливались, унося с собой раненых. Был тяжело ранен полковник Мастыко. «Его хотят нести, но он приказывает оставить его и пробиваться. Юнкера в нерешительности мнутся около своего начальника, умоляют. Сыплются пули красных. Мгновение — полковник застрелился, и только тогда юнкера отошли от него», — вспоминал через много лет один из участников этого боя. Вынести тело командира и своих тяжелораненых отступающие не смогли.
Всего погибло за время 3-дневных боев более 300 офицеров и юнкеров, в том числе и других частей. До 50 офицеров и юнкеров было брошено в доменную печь на Таганрогском металлургическом заводе. После изгнания большевиков в мае было обнаружено около 100 трупов.
После оставления Таганрога, школа прапорщиков, как небольшая строевая часть в 1,5 роты личного состава, использовалась в составе Добровольческой армии, в боях на линии Ростов-Таганрог.
При реорганизации армии в начале 1-го Кубанского похода 11-13 февраля 1918 года в станице Ольгинской юнкера школы, как и все остальные юнкера в составе Добровольческой армии, получили звание прапорщиков (приказом № 32 от 12(25) февраля 1918 г. «за боевые отличия в делах против большевиков» в прапорщики производились все юнкера Добровольческой армии) и были влиты в состав Сводно-Офицерского полка и Особого Юнкерского батальона. Подполковник Дядюра и часть юнкеров (уже в звании прапорщиков) продолжили службу в Партизанском полку.